# Oene
Oene (Nedersaksisch: Une [yːnə]) is een dorp in het noordoosten van de Nederlandse provincie Gelderland. Het dorp maakt deel uit van de gemeente Epe en hoort bij de oostelijke Veluwe.

## Algemeen
Oene telt ongeveer 1.630 inwoners. Oene ligt ter hoogte van Epe en wordt daarvan gescheiden door de A50 en het Apeldoorns Kanaal. De weg naar Epe heet in Oene de Eperweg en aan de overzijde van het kanaal de Oenerweg. Oene is een oude plaats waardoor zij een oude naam heeft. Het is afgeleid van het oergermaanse 'hûn' , wat 'moerassig' betekent. Het lag immers in de uiterwaarden van de IJssel en heeft een hoge grondwaterstand door kwelwater van de Veluwse stuwwal.

## Belangrijke gebouwen

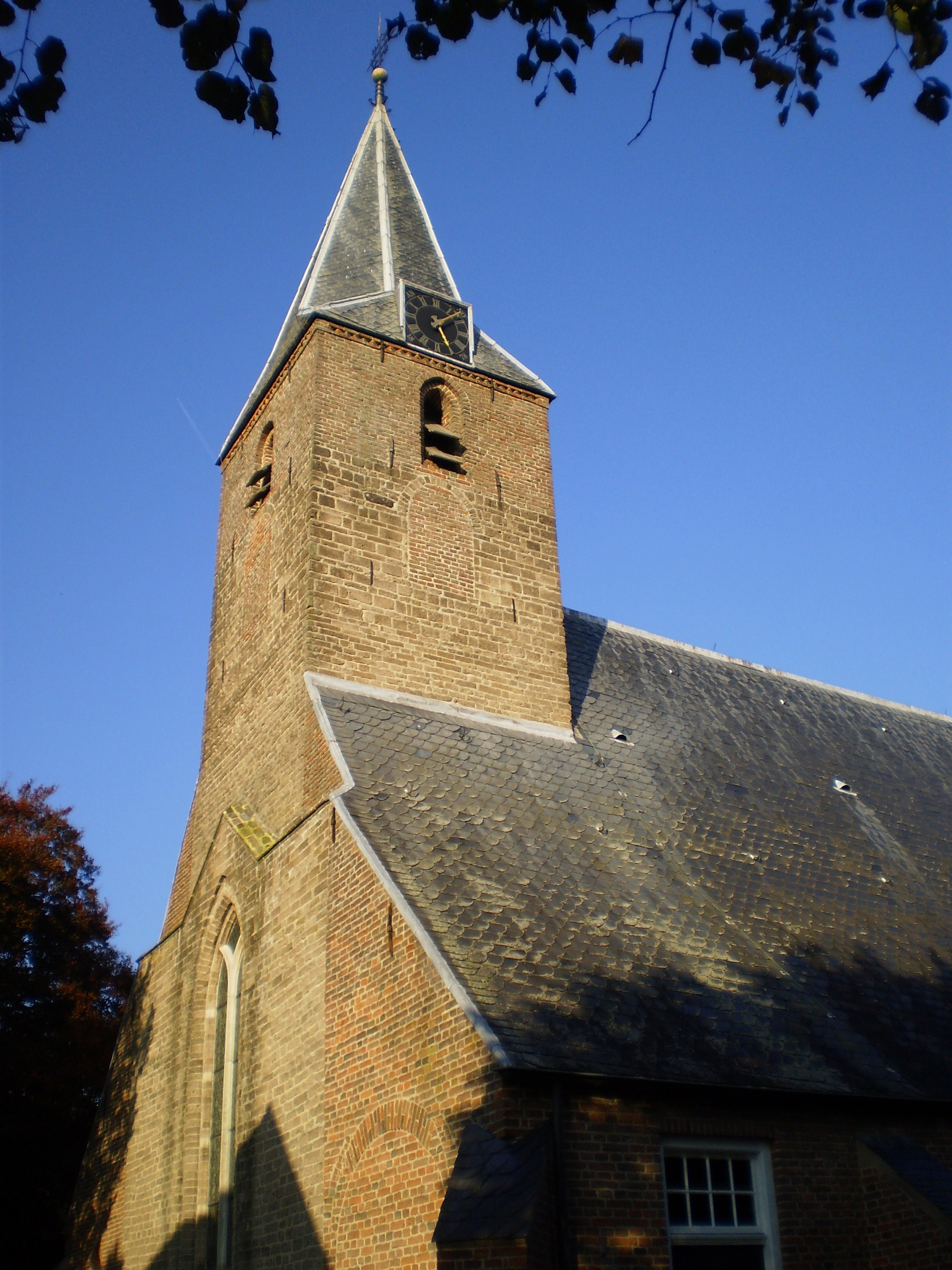
Hervormde kerk

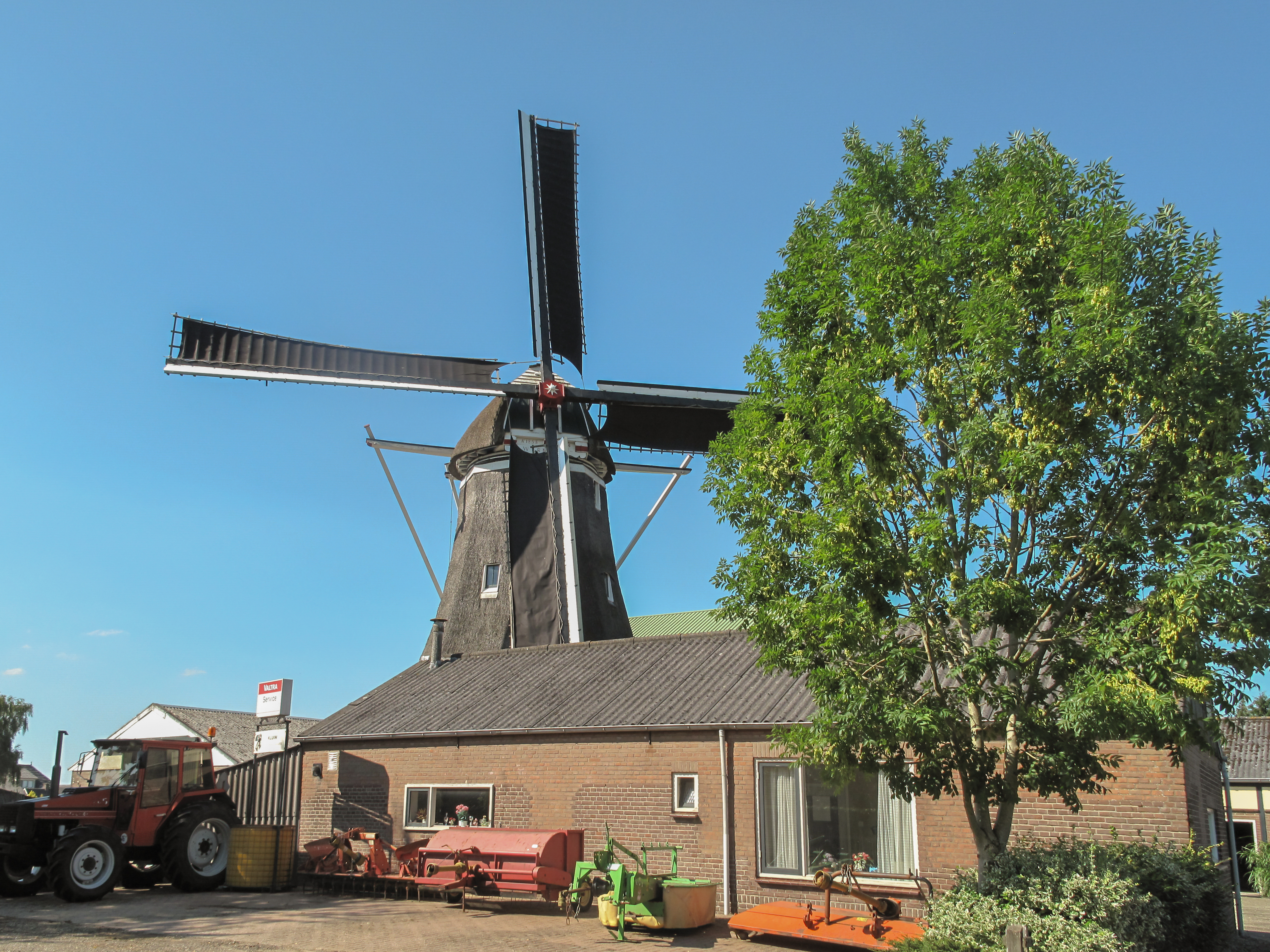
Korenmolen Werklust

### Hervormde Kerk
Markant is de gotische hervormde kerk, die ontstaan is uit een romaans kerkje uit de 12e eeuw. Het gebouw heeft in elk geval voor 1176 bestaan, omdat in dat jaar de bisschop van Utrecht bevel gaf dat de kapel in Unen (Oene) bij de parochiekerk Epe moest blijven behoren. In 1283 werd de kapel van Oene afgescheiden van het kerspel Epe en tot parochiekerk verheven. De kerk met een tufstenen toren heeft verschillende keren uitbreidingen ondergaan. Het orgel in de kerk is gebouwd rond 1770 door J.H.H. Bätz of een van zijn zonen. In 1852 is het orgel vanuit de R.K. Martinuskerk in Utrecht overgeplaatst naar Oene. Er vinden elke zondag nog altijd twee diensten plaats. Tussen 1946 en 1973 was deze gemeente de standplaats van Jacobus Teunis Doornenbal.

### Molen
Een andere bezienswaardigheid is korenmolen Werklust, die dateert uit 1858 en toegankelijk is voor publiek. Elke zaterdag en ook wel doordeweeks kan men de molen, als in vroegere tijden, aan het werk zien.

### Scholen
Het dorp kent twee basisscholen, een protestants-christelijke (School met de Bijbel) en een openbare (Daltonschool "De Bongerd").

## Natuur
Er staan opvallend veel populieren in de omgeving van het dorp. Het hout hiervan levert niet veel op als de bomen gekapt worden, maar werd vroeger veel gebruikt door klompenmakers, omdat het niet duur was. Vandaar dus de vele populieren, in de volksmond ook wel 'peppels' genoemd. Oene staat wel bekend als 'klompendorp'. Het dorp heeft meer dan 20 klompenmakers gekend. Verder bestaat het meeste omliggende land uit grasland. Omdat Oene een boerendorp is, wordt er ook veel maïs verbouwd als voer voor de koeien.

## Evenementen

### Koefeest
Een jaarlijks terugkerend evenement is het Oener Koefeest, dat ieder jaar in oktober wordt georganiseerd. Naast de veemarkt worden allerhande festiviteiten gehouden, waaronder een warenmarkt, een rommelmarkt en een uitgebreide landbouwmechanisatietentoonstelling.
Het Oener Koefeest geniet regionale bekendheid. Hoewel er vroeger ook echt gehandeld werd en koeien van eigenaar verwisselden, is er na de MKZ-uitbraak van 2001 een verbod op dit handelen. De koeienhandel heeft nu plaatsgemaakt voor een pony- en paardenmarkt, waarbij er nog ouderwets handjeklap wordt beoefend. Daarnaast is er elk jaar een tentoonstelling met verschillende koeienrassen.

### Koningsdag
Elk jaar organiseert de Oranjevereniging O.E.N.E. (Oranje En Nederland Eén) op Koningsdag een programma waaraan alle inwoners van het dorp kunnen deelnemen.

### Oranjefeest
In september vindt er altijd een door de Oranjevereniging OZO ("Oranje Zal Overwinnen") georganiseerde kermis plaats. Deze kermis duurt van donderdag tot zaterdag en er zijn onder andere een optocht, veel optredens van artiesten en activiteiten voor kinderen.

## Uitbraak mond-en-klauwzeer 2001

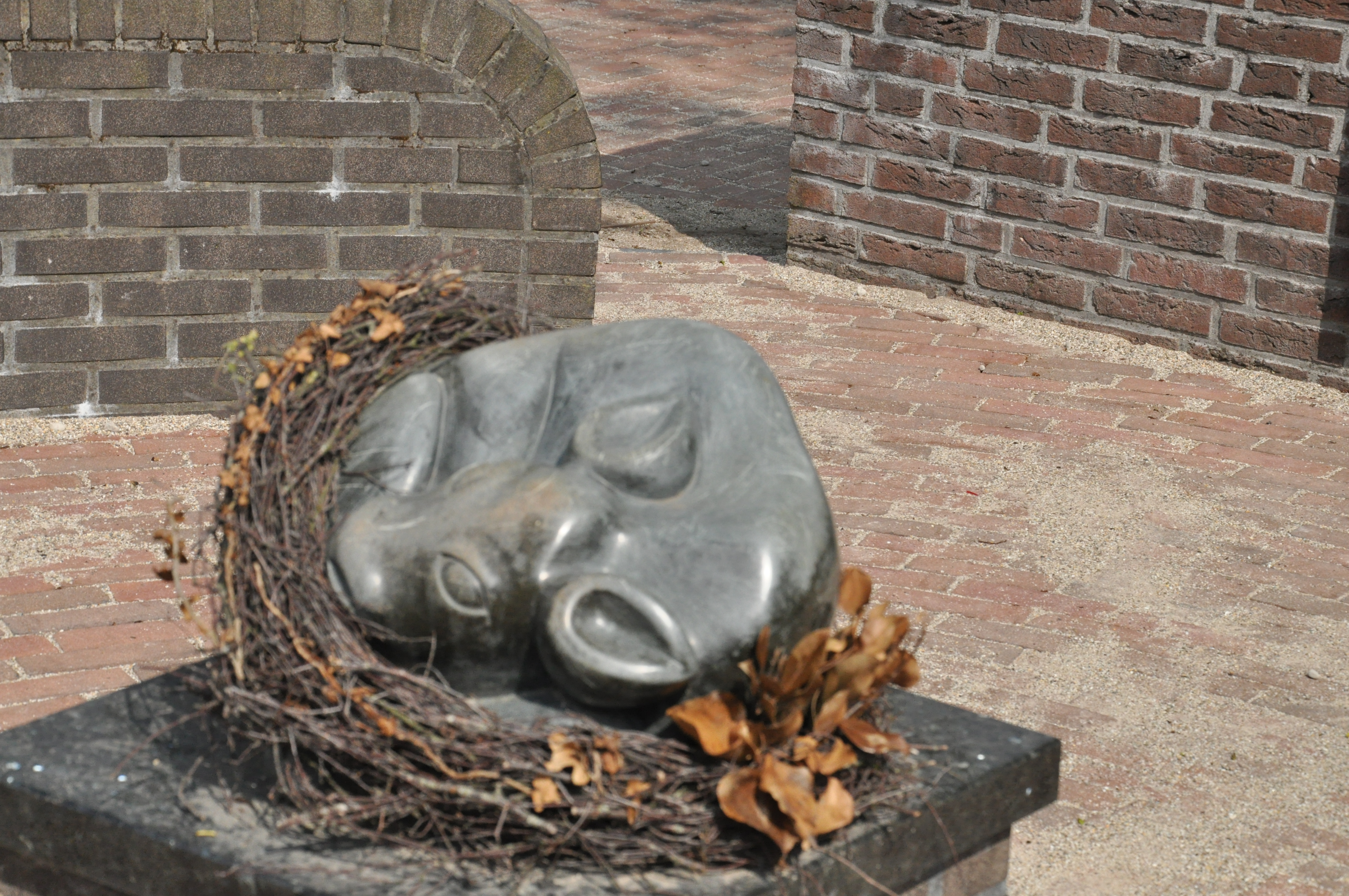
MKZ-monument

Oene is onder andere bekend geworden doordat het dorp het centrum was van de mond-en-klauwzeer- of MKZ-uitbraak in 2001, waarbij in heel Nederland 260.000 dieren moesten worden afgemaakt. Op 17 maart van dat jaar werden de eerste Nederlandse dieren met MKZ-verschijnselen ontdekt in Oene. Met dit feit trok Oene de aandacht van de wereldpers. Voor deze diep ingrijpende gebeurtenis is een monument opgericht in het centrum van het dorp.

## Geboren
- Loes Riphagen (5 maart 1983), illustrator en schrijver van kinderboeken.
- Elisa Dul (21 september 1998), langebaanschaatsster en skeeleraar.
- Merlin Tiemens (13 april 1998), voetbalster.
- Celien Tiemens (7 januari 2001), voetbalster.